# U-246 (tàu ngầm Đức)
U-246 là một tàu ngầm tấn công  Lớp Type VII thuộc phân lớp Type VIIC được Hải quân Đức Quốc Xã chế tạo trong Chiến tranh Thế giới thứ hai. Nhập biên chế năm 1944, nó chỉ kịp thực hiện được hai chuyến tuần tra và chưa đánh chìm được mục tiêu nào trước khi bị tàu đánh cá vũ trang Anh HMS Lady Madeleine đánh chìm trong biển Ireland vào ngày 17 tháng 3, 1945.

## Thiết kế và chế tạo

### Thiết kế

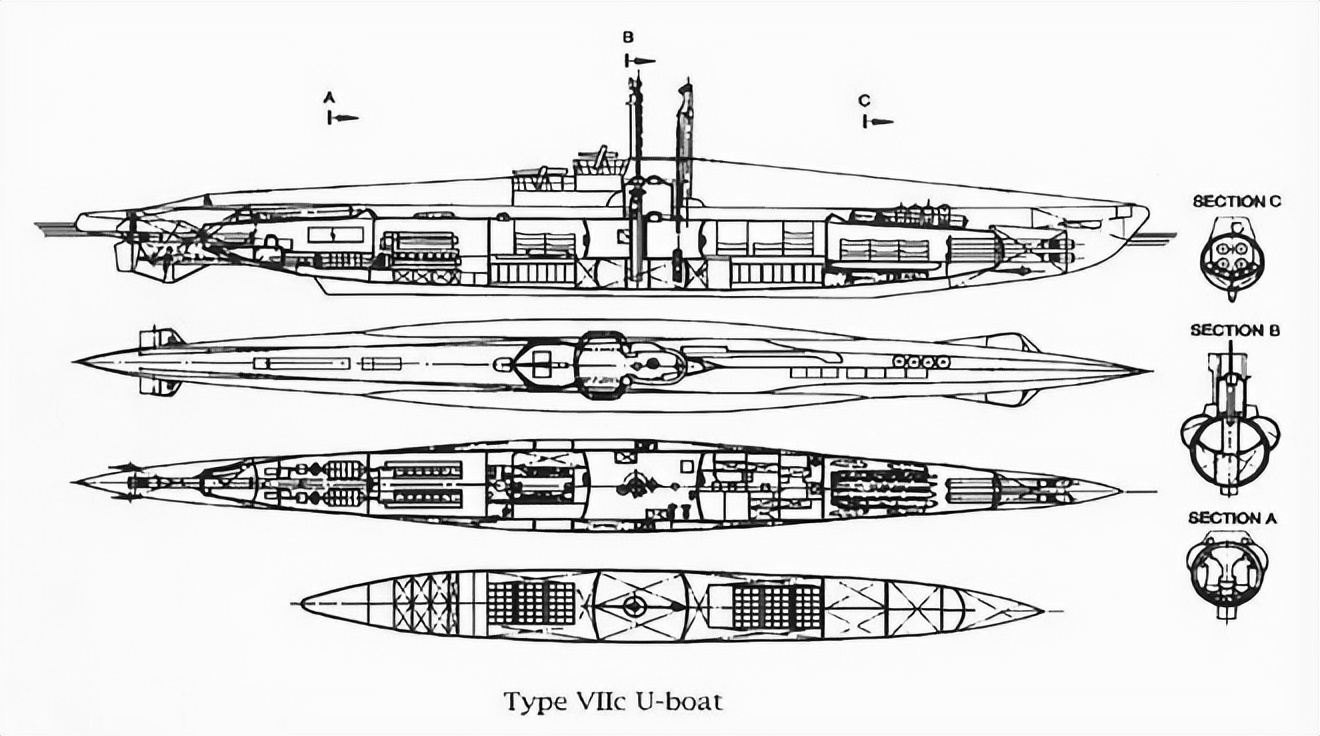
Sơ đồ các mặt cắt một tàu ngầm Type VIIC

Phân lớp VIIC của Tàu ngầm Type VII là một phiên bản VIIB được kéo dài thêm. Chúng có trọng lượng choán nước 769 t (757 tấn Anh) khi nổi và 871 t (857 tấn Anh) khi lặn). Con tàu có chiều dài chung 67,10 m (220 ft 2 in), lớp vỏ trong chịu áp lực dài 50,50 m (165 ft 8 in), mạn tàu rộng 6,20 m (20 ft 4 in), chiều cao 9,60 m (31 ft 6 in) và mớn nước 4,74 m (15 ft 7 in).
Chúng trang bị hai động cơ diesel Germaniawerft F46 siêu tăng áp 6-xy lanh 4 thì, tổng công suất 2.800–3.200 PS (2.100–2.400 kW; 2.800–3.200 bhp), dẫn động hai trục chân vịt đường kính 1,23 m (4,0 ft), cho phép đạt tốc độ tối đa 17,7 kn (32,8 km/h), và tầm hoạt động tối đa 8.500 nmi (15.700 km) khi đi tốc độ đường trường 10 kn (19 km/h). Khi đi ngầm dưới nước, chúng sử dụng hai động cơ/máy phát điện AEG GU 460/8–27 tổng công suất 750 PS (550 kW; 740 shp). Tốc độ tối đa khi lặn là 7,6 kn (14,1 km/h), và tầm hoạt động 80 nmi (150 km) ở tốc độ 4 kn (7,4 km/h). Con tàu có khả năng lặn sâu đến 230 m (750 ft).
Vũ khí trang bị có năm ống phóng ngư lôi 53,3 cm (21 in), bao gồm bốn ống trước mũi và một ống phía đuôi, và mang theo tổng cộng 14 quả ngư lôi, hoặc tối đa 22 quả thủy lôi TMA, hoặc 33 quả TMB. Tàu ngầm Type VIIC bố trí một hải pháo 8,8 cm SK C/35 cùng một pháo phòng không 2 cm (0,79 in) trên boong tàu. Thủy thủ đoàn bao gồm 4 sĩ quan và 40-56 thủy thủ.

### Chế tạo
U-246 được đặt hàng vào ngày 10 tháng 4, 1941, và được đặt lườn tại xưởng tàu của hãng Friedrich Krupp Germaniawerft tại Kiel vào ngày 30 tháng 11, 1942. Nó được hạ thủy vào ngày 7 tháng 12, 1943, và nhập biên chế cùng Hải quân Đức Quốc Xã vào ngày 11 tháng 1, 1944 dưới quyền chỉ huy của Hạm trưởng, Đại úy Hải quân Ernst Raabe.

## Lịch sử hoạt động
Sau khi hoàn thành việc chạy thử máy và huấn luyện trong thành phần Chi hạm đội U-boat 5, U-246 được điều sang Chi hạm đội U-boat 8 từ ngày 1 tháng 8, 1944 để hoạt động trên tuyến đầu. Tuy nhiên đơn vị này lại được giải thể, nên con tàu được điều sang Chi hạm đội U-boat 11 đặt căn cứ tại cảng Bergen, Na Uy từ ngày 1 tháng 10.

### Chuyến tuần tra thứ nhất
Sau khi chuyển căn cứ hoạt động từ Kiel đến Horten, Na Uy vào cuối tháng 9 rồi đến Kristiansand, Na Uy vào đầu tháng 10, U-246 khởi hành từ cảng Na Uy này vào ngày 7 tháng 10 cho chuyến tuần tra đầu tiên trong chiến tranh. Nó băng qua khe GIUK giữa các quần đảo Shetland và Faroe để vòng qua quần đảo Anh và hoạt động tại vùng biển phía Tây Scotland và Ireland. Vào ngày 26 tháng 10, nó bị một máy bay Đồng Minh tấn công bằng mìn sâu và bị hư hại đáng kể. U-246 phải hủy bỏ chuyến tuần tra và quay trở về căn cứ Stavanger, Na Uy vào ngày 11 tháng 11. Chiếc tàu ngầm tiếp tục đi đến Bergen để được sửa chữa.

### Chuyến tuần tra thứ hai - Bị mất
U-246 xuất phát từ cảng Bergen vào ngày 21 tháng 2, 1945 cho chuyến tuần tra thứ hai, cũng là chuyến cuối cùng, để hoạt động tại khu vực quần đảo Anh. Nó gửi báo cáo cuối cùng vào ngày 7 tháng 3 lúc đang trên đường đi đến khu vực tuần tra được chỉ định trong biển Ireland, Sau đó chiếc tàu ngầm hoàn toàn mất liên lạc với căn cứ. Đến ngày 17 tháng 3, trong biển Ireland về phía Nam đảo Man, U-246 bị chiếc tàu đánh cá vũ trang Hải quân Hoàng gia Anh HMS Lady Madeleine thả mìn sâu đánh chìm tại tọa độ 53°40′B 04°53′T / 53,667°B 4,883°T. Toàn bộ 48 thành viên thủy thủ đoàn của U-246 đều tử trận.